# 11908 Nicaragua
11908 Nicaragua è un asteroide della fascia principale. Scoperto nel 1992, presenta un'orbita caratterizzata da un semiasse maggiore pari a 3,0457978 UA e da un'eccentricità di 0,0646193, inclinata di 2,38917° rispetto all'eclittica.